# ...And His Mother Called Him Bill
...And His Mother Called Him Bill è un album discografico del musicista jazz statunitense Duke Ellington pubblicato nel 1967. 

## Il disco
L'album venne inciso da Ellington come una sorta di omaggio postumo al suo storico partner musicale Billy Strayhorn, all'epoca da poco scomparso. Tutte le composizioni presenti sull'album sono infatti opera di Strayhorn, da lui composte in solitaria o in collaborazione, e il titolo dell'album, traducibile in italiano con le parole "...E sua madre lo chiamò Bill", è anch'esso un affettuoso omaggio al vecchio amico deceduto.
Curiosamente nel disco non venne inclusa la composizione più celebre tra quelle scritte da Strayhorn per la Duke Ellington Orchestra, la celeberrima Take the "A" Train.

### Pubblicazione
Originariamente l'album venne pubblicato in vinile nel 1967 dalla RCA Victor, per poi essere ristampato in formato compact disc molte volte nel corso degli anni: nel 1987 dalla RCA Records/Bluebird Records, nel 1993 dalla Flying Dutchman Records, e infine nel 2000 dalla BMG. Sono state pubblicate inoltre due edizioni speciali, una negli Stati Uniti (2002) ed una in Francia (2001), entrambe con la stessa scaletta dei brani.

## Tracce

### Versione originale (1967)
Testi di Billy Strayhorn eccetto dove indicato.
1. Snibor – 4:16
2. Boo-Dah – 3:25
3. Blood Count – 4:16
4. U.M.M.G. (Upper Manhattan Medical Group) – 3:09
5. Charpoy – 3:05
6. After All – 3:28
7. The Intimacy of the Blues – 2:55
8. Rain Check – 4:34
9. Day Dream – 4:18 (testo: Ellington, John La Touche, Strayhorn)
10. Rock Skippin' at the Blue Note – 2:59 (testo: Ellington, Strayhorn)
11. All Day Long – 2:56
12. Lotus Blossom – 3:52

### Ristampa CD (1987)
Testi di Billy Strayhorn eccetto dove indicato.
1. Boo-Dah – 3:32
2. U.M.M.G. – 3:13
3. Blood Count – 4:19
4. Smada – 3:20 (testo: Ellington, Strayhorn)
5. Rock Skippin' at the Blue Note – 3:02 (testo: Ellington, Strayhorn)
6. Rain Check – 4:37
7. Midriff – 4:31
8. My Little Brown Book – 4:13
9. Lotus Blossom – 3:57
10. Snibor – 4:19
11. After All – 3:48
12. All Day Long – 2:57
13. Lotus Blossom – 5:01
14. Day Dream – 4:20 (testo: Ellington, Latouche, Strayhorn)
15. The Intimacy of the Blues – 3:02
16. Charpoy – 3:07

### Ristampa Francese (2001) e Americana (2002)
Testi di Billy Strayhorn eccetto dove indicato.
1. Snibor – 4:16
2. Boo-Dah – 3:28
3. Blood Count – 4:18
4. U.M.M.G. (Upper Manhattan Medical Group) – 3:14
5. Charpoy – 3:07
6. After All – 3:52
7. The Intimacy of the Blues – 2:58
8. Rain Check – 4:37
9. Day Dream – 4:25 (testo: Ellington, John La Touche, Strayhorn)
10. Rock Skippin' at the Blue Note – 3:02 (testo: Ellington, Strayhorn)
11. All Day Long – 2:58
12. Lotus Blossom (Solo Version) – 3:54
13. Acht O'Clock Rock – 2:23 (testo: Ellington)
14. Rain Check (alternate take) – 5:22
15. Smada – 3:21 (testo: Ellington, Strayhorn)
16. Smada (alternate take) – 3:20 (testo: Ellington, Strayhorn)
17. Midriff – 4:35
18. My Little Brown Book – 4:13
19. Lotus Blossom (Trio Version) – 4:56

## Formazione
Artista
- Duke Ellington - pianoforte e direzione d'orchestra

Band (basata sulla lista delle tracce nelle ristampe americana e francese)
- Cootie Williams - tromba (tutte eccetto la 12 e la 19)
- Cat Anderson - tromba (tutte eccetto la 12 e la 19)
- Mercer Ellington - tromba (tutte eccetto la 12 e la 19)
- Herbie Jones - tromba (tutte eccetto la 12 e la 19)
- Clark Terry - flicorno (2, 4, 15, 16)
- Johnny Hodges - sax alto (tutte eccetto la 12 e la 19)
- Russell Procope - sax alto (tutte eccetto la 12 e la 19)
- Paul Gonsalves - sax tenore (tutte eccetto la 12 e la 19)
- Harry Carney - sax baritono (tutte tranne la 12)
- Lawrence Brown - trombone (tutte eccetto la 12 e la 19)
- Buster Cooper - trombone (tutte eccetto la 12 e la 19)
- Chuck Conners - basso tuba (tutte eccetto la 12 e la 19)
- John Sanders - trombone (8, 10, 14, 17, 18)
- Duke Ellington - pianoforte
- Aaron Bell - basso (1, 2, 3, 4, 6, 8, 10, 14, 15, 16, 17, 18, 19)
- Jeff Castleman - contrabbasso (5, 7, 9, 13)
- Sam Woodyard - batteria (1, 2, 3, 4, 6, 8, 10, 14, 15, 16, 17, 18)
- Steve Little - batteria (5, 7, 9, 13)

Produzione
- Steve Backer – produttore esecutivo
- Ed Begley – registrazioni originali
- Ray Hall – remixaggio
- Daniel Maffia – illustrazioni
- Brad McCuen – produttore
- Ed Michel – produttore ristampa
- Robert Palmer – note interne
- Neal Pozner, J.J. Stelmach – art direction

## Riconoscimenti
- 1969 Grammy Award – Best Large Jazz Ensemble Performance; Album – Duke Ellington